# رافاييل أورتيغا
رافاييل أورتيغا (بالإسبانية: Rafael Ortega)‏ هو لاعب كرة قاعدة فنزويلي، ولد في 15 مايو 1991 في إل تيغري ‏ في فنزويلا.

## وصلات خارجية
- رافاييل أورتيغا على موقع دوري كرة القاعدة الرئيسي (الإنجليزية)
- رافاييل أورتيغا على موقعبيزبول رفرنس.كوم (الدوري الرئيسي) (الإنجليزية)
- رافاييل أورتيغا على موقعبيزبول رفرنس.كوم (الدوري الثانوي) (الإنجليزية)
- رافاييل أورتيغا على موقع إي إس بي إن.كوم (أم.أل.بي) (الإنجليزية)
- رافاييل أورتيغا على موقع مشجعي الرسوم البيانية (الإنجليزية)